# Norra Ydre församling
Norra Ydre församling är en församling i Linköpings stift inom Svenska kyrkan. Församlingen ingår i Ydre pastorat och ligger i Ydre kommun.

## Administrativ historik
Församlingen bildades 1 januari 2009 genom sammanläggning av Torpa församling, Asby församling och Norra Vi församling.Församlingen utgjorde under 2009 ett eget pastorat för att från 2010 ingå i Ydre pastorat.

## Församlingskyrkor
- Asby kyrka
- Norra Vi kyrka
- Torpa kyrka